# Nostalgia (filme)
Nostalgia  (Nostalghia) é um filme ítalo-soviético de 1983, dirigido por Andrei Tarkovsky.

## Sinopse
Jornada mística do poeta russo Andrei Gorchakov à Itália em busca de um novo modo de vida. Depois de 3 meses, viajando em companhia de Eugenia, uma atriz italiana, chegam a um pequeno vilarejo ao norte da Itália. Frustrado e deprimido por ainda não ter encontrado seu caminho, Gorchakov mergulha em seu passado, isolando-se em impenetrável silêncio. Mas ao encontrar Domenico (Erland Josephson), um velho lunático, assim chamado por seu estranho e solitário modo de viver, ele consegue compreender sua angústia e o segredo de sua própria Nostalgia. 
Primeiro filme feito fora da Rússia do cineasta e poeta Andrei Tarkovski. 

## Elenco
Delia Boccardo
Alberto Canepa
Laura de Marchi
Domiziana Giordano
Erland Josephson
Patrizia Terreno
Lia Tanzi
Oleg Yankovsky
Milena Vukotic

## Premiações e indicações
Recebeu três premiações no Festival de Cannes (1983) - melhor diretor, prêmio do juri ecumênico e prêmio FIPRESCI.
Foi indicado para Palma de Ouro.